# Family Dog Productions
Family Dog Productions war ein von Chet Helms gegründeter und geleiteter Konzertveranstalter im San Francisco der späten 1960er Jahre.

## Geschichte
Chet Helms begann Mitte der 1960er, in San Francisco Rockkonzerte zu veranstalten. Anfang 1966 tat er sich mit einer Hippiekommune zusammen, die Tanzfeste veranstaltete und sich „Family Dog“ nannte. Helms gründete „Family Dog Productions“ und organisierte zusammen mit Bill Graham Konzerte im Fillmore Auditorium. Als die Zusammenarbeit der beiden Veranstalter problematisch wurde, eröffnete Helm im April 1966 den Avalon Ballroom, der zum Schwerpunkt der Family Dog Productions wurde.
Um ihre Veranstaltungen bekannt zu machen, arbeitete Family Dog Productions mit einer Gruppe psychedelischer Künstler zusammen, die außergewöhnliche Poster für die Konzerte schufen. Rick Griffin, Stanley Mouse, Alton Kelley, Victor Moscoso und Wes Wilson wurden bekannt als „The San Francisco 5“, ihre Poster sind heute teure Sammlerobjekte.
Als Helms Ende 1968 die Lizenz für das Avalon verlor, ging er nach Ocean Beach, wo er am Great Highway bis Anfang der 1970er weitere Family Dog Konzerte veranstaltete; der Ort wurde bekannt als „Family Dog on the Great Highway“. Nach 1970 trat er nur noch sporadisch als Veranstalter in Erscheinung.